# Gaita-ponto

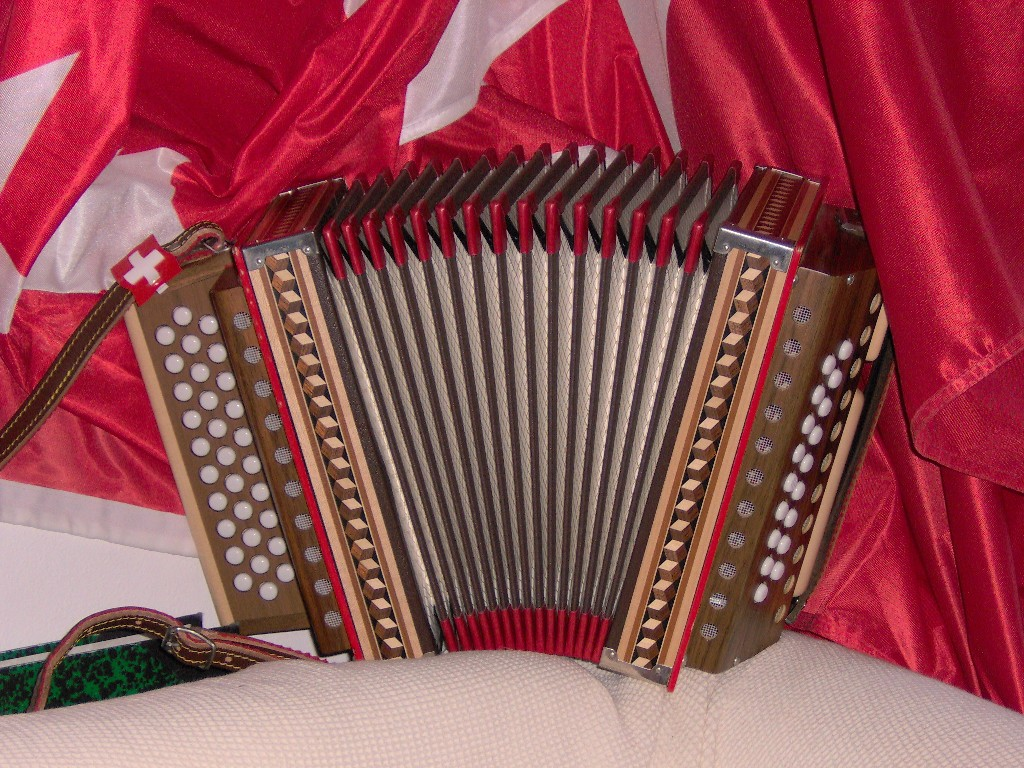
gaita-ponto

A Gaita-ponto é um instrumento musical similar ao acordeom que possui botões no lugar de teclas, sendo por esta razão também conhecida como gaita de botão, gaita botoneira, gaita de 8 baixos, 8 soco, gaita diatônica, gaita de voz trocada, gaita de duas conversas, gaita de duas rilheiras, fole de 8 baixos, pé-de-bode, etc.
É um instrumento de difícil execução e ameaçado de extinção pela falta de artistas que o utilizem. A sua característica maior é a de possuir um sistema de afinação diferenciado no qual, quando se abre e fecha o fole (o fole assopra as palhetas), desfruta-se de notas diferentes (como a gaita-de-boca) no mesmo botão, o que o torna um Instrumento bissonoro. Um único botão dá a mesma nota ao abrir e fechar o fole. Esse botão às vezes é marcado com um ponto preto, e por isso a denominação Gaita Ponto. O fato de ser diatônico significa que ela oferece somente duas escalas tonais (ex.: dó maior e sol maior, sendo impossível de obter uma Escala Cromática, semelhante à gaita-de-boca diatônica). Os tipos e marcas mais comuns no Brasil são Todeschini (24 baixos) e Universal (40 baixos), que não são mais fabricados atualmente no Brasil.
O tipo de gaita mais aconselhável para principiantes é a de oito baixos.

## História da Gaita de Botão
No ano de 2.700 a.c, os Chineses desenvolveram um instrumento chamado TCHENG ou CHENG, que viria a dar origem ao conhecido acordeão. Alguns pesquisadores acreditam que ela tenha sido desenvolvida na Europa durante a Idade Média. De qualquer forma, a gaita de botão se espalhou por todo o mundo e se tornou um instrumento popular em diversas regiões.

### Origem e evolução do instrumento
A gaita de botão é um instrumento musical muito antigo, cuja origem é incerta. Alguns pesquisadores acreditam que ela tenha surgido na Ásia Central, outros sugerem que tenha sido desenvolvida na Europa durante a Idade Média. Durante esse período, a gaita de botão era um instrumento popular entre os camponeses e artesãos europeus. Com o tempo, o instrumento foi evoluindo e ganhando novas formas e características em diferentes regiões. Na Alemanha, por exemplo, surgiu a concertina, uma espécie de gaita de botão com teclado de piano, que se tornou muito popular no século XIX.

### Importância cultural e social em diferentes regiões do mundo
A importância cultural e social da gaita de botão varia de acordo com a região em que é tocada. Na Europa, a gaita de botão é tradicionalmente associada à música folclórica e é muito popular em países como a Alemanha, Áustria e Suíça. Na América Latina, a gaita de botão é um instrumento importante na música popular de países como o Brasil, Argentina e México. Na América do Norte, a gaita de botão é muito utilizada na música folclórica de países como os Estados Unidos e o Canadá.

### Principais compositores e intérpretes
Diversos compositores e intérpretes contribuíram para a popularização da gaita de botão ao longo dos anos. Na Europa, o austríaco Franz Schubert foi um dos primeiros compositores a utilizar a gaita de botão em suas composições. Na América Latina, o brasileiro Sivuca é um dos mais importantes intérpretes e compositores de gaita de botão. Já nos Estados Unidos, músicos como Pete Seeger e Woody Guthrie popularizaram a gaita de botão na música folclórica americana.

## Características e Tipos de Gaita de Botão
A gaita de botão é um instrumento musical que possui um fole acionado por um braço que permite a entrada de ar nas palhetas, produzindo o som. Os componentes principais do instrumento são o fole, as palhetas e os botões, que são usados para alterar a pressão do ar nas palhetas e produzir diferentes notas musicais.

### Componentes e partes do instrumento
A gaita de botão é encontrada em diferentes tamanhos e configurações. O número de botões varia de acordo com o modelo e pode ir de 1 a 120 botões. Os sistemas de afinação também podem ser diferentes, com destaque para a afinação diatônica e a afinação cromática. Além disso, existem variações regionais do instrumento, como a Melodeon francês e a Concertina inglesa.
Cada modelo de gaita de botão tem suas próprias características sonoras e é utilizado para diferentes tipos de música. Por exemplo, a gaita de botão diatônica é comumente usada na música folclórica europeia e americana, enquanto a gaita de botão cromática é mais comum na música clássica e no jazz. As diferenças entre os modelos incluem a extensão de notas, o número de vozes e o tipo de sistema de afinação.

### Comparação entre diferentes modelos e suas características sonoras
Com essas características diferentes, cada modelo de gaita de botão pode produzir um som único e distintivo. É comum que músicos e entusiastas do instrumento experimentem vários modelos e escolham aquele que melhor se adequa às suas preferências musicais.

## Contexto Cultural e Musical da Gaita de Botão
A gaita de botão é um instrumento musical com grande relevância cultural e musical em diferentes regiões do mundo. No Brasil, ela é muito presente na música folclórica e popular, principalmente no forró e na música gaúcha

### Gaita de Botão na música folclórica e popular em diferentes regiões do mundo
A gaita de botão é um instrumento musical presente em diversas culturas e regiões do mundo, sendo importante para a música folclórica e popular. No Brasil, a gaita de botão é amplamente utilizada na música nordestina, especialmente no forró, um dos gêneros mais populares do país. Além disso, a gaita de botão também é presente na música gaúcha, e tem sido utilizada em diversas outras expressões musicais.
Na Eslovênia, é o principal instrumento solista em grupos folclóricos de influência austríaca, que executam polcas e outros gêneros musicais montanheses, como o Jodler. Atualmente, Rok Švab, do grupo Modrijani, é um dos grandes representantes da gaita ponto eslovena.
No Brasil, a gaita de botão tem uma forte representatividade em diferentes gêneros musicais. Na música gaúcha, é um dos instrumentos mais utilizados, presente em estilos como a milonga e o chamamé. No forró, é fundamental para a construção da sonoridade do gênero, sendo um dos instrumentos utilizados nas bandas de forró pé de serra.

### Gaita de botão em diferentes gêneros musicais
A gaita de botão tem presença na música celta e em outros gêneros musicais, como o blues e o jazz. É um instrumento versátil, capaz de se adaptar a diferentes estilos musicais e contribuir para a criação de novas sonoridades.

### Importância da gaita de botão para a preservação da cultura
A gaita de botão também tem grande importância para a preservação da cultura e tradição de povos e comunidades. Em regiões como a Irlanda e a Bretanha, por exemplo, é utilizada como um símbolo da cultura local e é frequentemente presente em eventos culturais e festivais folclóricos.
No Brasil, a gaita de botão é utilizada não apenas na música, mas também em eventos culturais e festas populares, como as festas juninas e as festas de São João. É um instrumento que ajuda a manter vivas as tradições culturais e a identidade de diferentes regiões do país.
1. ↑  «Fábrica de Gaiteiros». fabricadegaiteiros.com.br. Consultado em 26 de abril de 2023
2. ↑  «História do Acordeon | Casa da Gaita Ponto». Consultado em 26 de abril de 2023
3. ↑  Harrington, Helmi Strahl; Kubik, Gerhard (2001). «Accordion». Oxford University Press. Oxford Music Online. Consultado em 26 de abril de 2023
4. ↑  «História da Sanfona de 8 Baixos e do Forró». Diário GM. 28 de julho de 2022. Consultado em 26 de abril de 2023
5. ↑  Blair., Kilpatrick, (2015). Accordion Dreams A Journey into Cajun and Creole Music. [S.l.]: University Press of Mississippi. OCLC 1348208864
6. ↑  «Tipos de Acordeon: Conheça Melhor Esse Instrumento». Blog Multisom. 20 de fevereiro de 2018. Consultado em 26 de abril de 2023
7. ↑  Simonett, Helena, ed. (1 de outubro de 2012). The Accordion in the Americas. [S.l.]: University of Illinois Press
8. ↑  Strelchenko, K. M. (21 de março de 2022). «Methods and techniques of jazz-pop music arrangement for button accordion and piano accordion in swing style». Culture of Ukraine (75): 85–92. ISSN 2522-1140. doi:10.31516/2410-5325.075.11. Consultado em 26 de abril de 2023
9. ↑  «Squeeze this!: a cultural history of the accordion in America». Choice Reviews Online (02): 50–0783-50-0783. 1 de outubro de 2012. ISSN 0009-4978. doi:10.5860/choice.50-0783. Consultado em 26 de abril de 2023
10. ↑  «História da Sanfona de 8 Baixos e do Forró». Diário GM. 28 de julho de 2022. Consultado em 26 de abril de 2023